# William Hamilton, 12. Duke of Hamilton

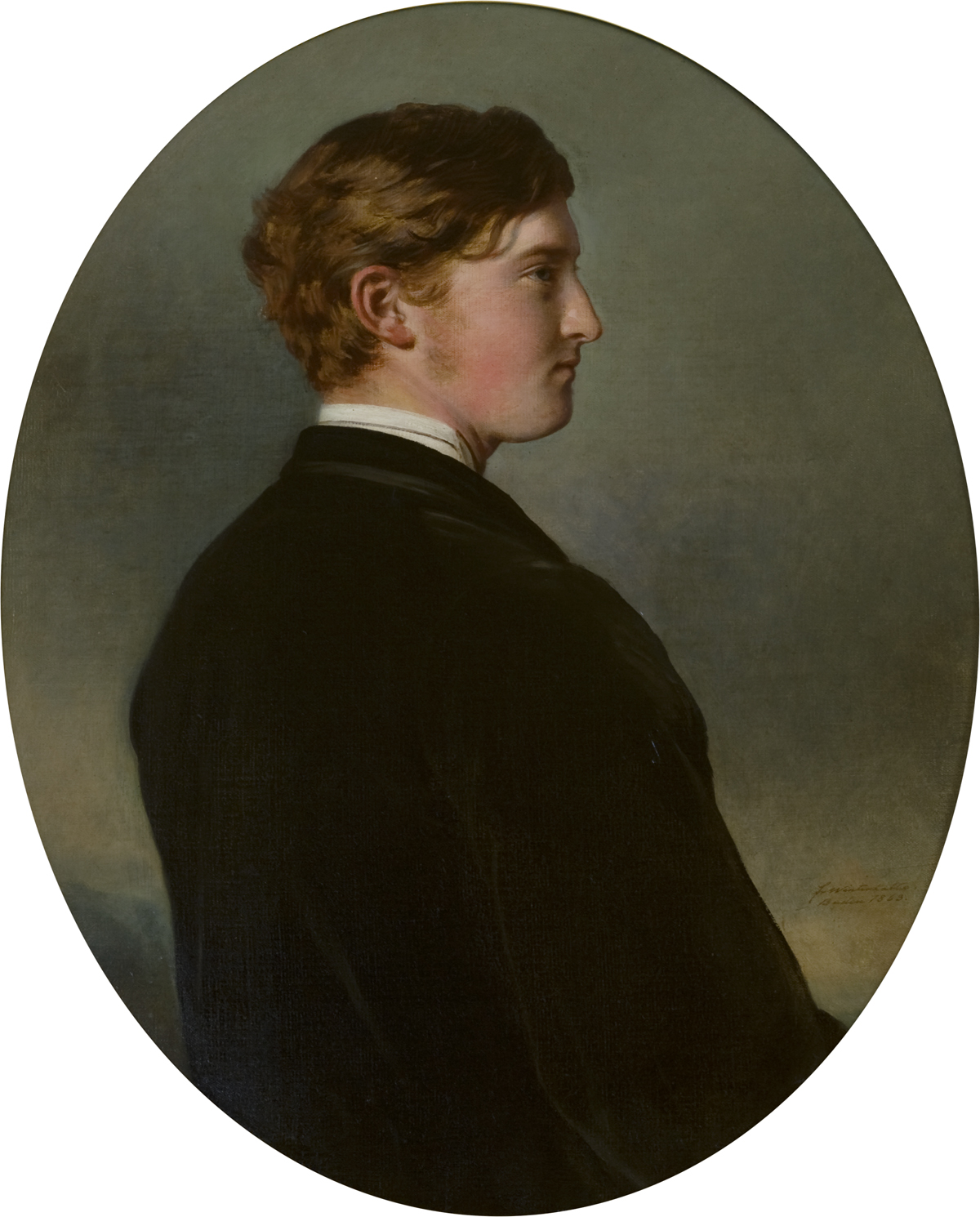
Der 12. Duke of Hamilton, Gemälde von Franz Xaver Winterhalter

William Alexander Louis Stephen Hamilton, 12. Duke of Hamilton (* 12. März 1845 in London; † 16. Mai 1895 in Algier) war ein schottischer Adliger.

## Leben
William Hamilton war der Sohn des William Hamilton, 11. Duke of Hamilton und dessen Gemahlin Prinzessin Marie Amalie von Baden. Er folgte seinem Vater als 12. Herzog von Hamilton 1863. Bei seiner Geburt erhielt er den Höflichkeitstitel eines Earl of Angus und wurde im Eton College ausgebildet. Im Jahr 1864 wurde ihm vom französischen Kaiser Napoleon III. der Titel Duc de Châtellerault verliehen. Es handelte sich dabei um eine Wiederherstellung des Titels, der Williams Vorfahren James Hamilton, 2. Earl of Arran 1548 verliehen und 1560 aberkannt worden war. Drei Jahre danach stand er zum ersten Mal vor dem finanziellen Ruin. Doch dann gewann sein Rennpferd den Grand National Steeplechase in Aintree und rettete ihn.
1882 ließ er Kunstgegenstände, Gemälde und Möbel aus dem Hamilton Palace versteigern. Die Auktion bei Christie’s dauerte 17 Tage und brachte 400.000 £ ein. Der Herzog galt als grobschlächtig und vergnügungssüchtig. 
Nach dem frühen Tod seines jüngeren Bruders Charles George Douglas-Hamilton, 7. Earl of Selkirk, 1886 erbte er dessen Titel Earl of Selkirk.  

## Familie
Er heiratete 1873 Lady Mary Louise Montagu (1854–1934), Tochter des William Montagu, 7. Duke of Manchester, mit der er nur eine Tochter hatte:
- Lady Mary Hamilton (1884–1957), ⚭ 1906 James Graham, 6. Duke of Montrose

Sein Nachfolger als Duke of Hamilton wurde sein entfernter Verwandter Alfred Douglas-Hamilton, ein Nachkomme von Anna Hamilton, jüngerer Sohn des 4. Duke of Hamilton. 